# Włodzimierz Jan Romaniszyn
Włodzimierz Jan Romaniszyn (ur. 16 grudnia 1910 we Lwowie, zm. 6 lutego 1994 w Łodzi) – polski entomolog limnolog. 

## Życiorys
W 1938 ukończył studia na Wydziale Matematyczno-Przyrodniczym Uniwersytetu Jana Kazimierza we Lwowie, uzyskując dyplom magistra filozofii w zakresie zoologii wraz z anatomią porównawczą. W latach 1946–1949 był zatrudniony na etacie starszego asystenta w Katedrze Limnologii i Rybactwa Uniwersytetu i Politechniki we Wrocławiu. W 1949 na Uniwersytecie Wrocławskim przedstawił i obronił doktorat, a następnie pozostał na uczelni na stanowisku adiunkta. Od 1956 jako docent kierował łódzkim oddziałem Instytutu Zoologii Polskiej Akademii Nauk, równocześnie rozpoczął pracę w Katedrze Zoologii Systematycznej na Wydziale Biologii i Nauk o Ziemi Uniwersytetu Łódzkiego, od 1960 pełnił funkcję kierownika. W 1973 uzyskał tytuł profesora nauk przyrodniczych na Uniwersytecie Łódzkim oraz został członkiem korespondentem Łódzkiego Towarzystwa Naukowego. Przez wiele lat kierował Katedrą Ekologii i Zoologii Kręgowców Uniwersytetu Łódzkiego.  
Włodzimierz Jan Romaniszyn prowadził badania nad ekologią i cytofizjologią skąposzczetów oraz taksonomią muchówek z rodziny ochotkowatych i łowikowatych. Prowadził badania limnologiczne Jeziora Charzykowskiego, na ich podstawie przedstawił sezonowe rozmieszczenie pionowe larw 36 gatunków ochotkowatych, kuczmanowatych i wodzieniów. Po raz pierwszy w zoocenologii uporządkował dane za pomocą dwóch dendrytów równocześnie, tj. według stanowisk i gatunków, działanie takie nosi od tego czasu nazwę „metody dualizmu Romaniszyna” i jest stosowane do badania zespołów grzybów i zwierząt oraz diety ryb. 

## Członkostwo
- Rada Naukowa Instytutu Zoologii Polskiej Akademii Nauk w Warszawie;
- Rada Naukowa Ogrodu Zoologicznego w Łodzi;
- Łódzkie Towarzystwo Naukowe[2].

## Odznaczenia
- Krzyż Kawalerski Orderu Odrodzenia Polski (1973)
- Złota Odznaka Uniwersytetu Łódzkiego (1973)
- Nagroda Ministra Nauki i Szkolnictwa Wyższego i Techniki (1974)[2].